# Õisu
Õisu es un pueblo del municipio de Mulgi, en el condado de Viljandi, Estonia, con una población censada a final del año 2011 de 196 habitantes. 
Se encuentra ubicado al sur del condado, a poca distancia al oeste del lago Võrtsjärv y cerca de la frontera con el condado de Pärnu y con Letonia.